# Centroclisis malitiosa
Centroclisis malitiosa is een insect uit de familie van de mierenleeuwen (Myrmeleontidae), die tot de orde netvleugeligen (Neuroptera) behoort. 
Centroclisis malitiosa is voor het eerst wetenschappelijk beschreven door Navás in 1912.